# Kreator
Kreator este o formație de thrash metal din Essen, Germania, formată în anul 1982. Componența actuală a fost aceeași din 2001 până în 2019 când Frédéric Leclercq l-a înlocuit pe basistul Christian Giesler; restul formației este compusă din solistul și chitaristul principal, Mille Petrozza, bateristul Jürgen "Ventor" Reil și chitaristul Sami Yli-Sirniö. Din componența curentă, Petrozza este singurul membru constant și singurul care apare pe toate albumele de studio ale lui Kreator.
Stilul muzical al lui Kreator este similar cu cel al compatrioților lor, Destruction, Sodom și Tankard, care este de obicei mai complex, iar albumul "Violent Revolution" (2001) fiind mai melodic. Împreună cu aceste trei trupe, Kreator a fost numit unul dintre „Big Four" din metalul thrash și metalic teutonic, iar ei fiind adesea creditați cu ajutorul pionierului death metal și black metal, conținând mai multe elemente din ceea ce urma să devină aceste genuri. Stilul trupei s-a schimbat de mai multe ori de-a lungul anilor, dintr-un speed metal influențat de Venom la începutul carierei într-un thrash metal; în perioada de tranziție au cochetat cu industrial metalul și gothic metalul. La începutul anilor 2000, Kreator a revenit la sunetul lor clasic, care continuă și în prezent.
Până în prezent, Kreator a lansat 14 albume de studio, două EP-uri, două albume live și 3 albume de compilare. Ei au câștigat o mare fanfară subterană în comunitatea internațională thrash metal, al doilea album de studio „Pleasure to Kill" (1986) considerat un album influent al genului. Kreator a fost una dintre primele trupe europene de thrash metal care a semnat la o casă de disc majoră (Epic Records 1988); totuși, nu vor avea succes decât până la ultimul album, printre care și al treisprezecelea album de studio „Phantom Antichrist" (2012) și „Gods of Violence" (2017), ambele au atins poziții superioare în multe țări, iar unul pe topurile germane. Trupa a realizat vânzări la nivel mondial de peste două milioane de unități pentru vânzările combinate ale tuturor albumelor lor, făcându-le una dintre cele mai vândute trupe germane de thrash metal din toate timpurile

## Membri
Membri actuali
- Mille Petrozza - chitară, voce (1982 - prezent)
- Jürgen "Ventor" Reil - baterie (1982 - 1994, 1996 - prezent)
- Frédéric Leclercq - chitară bas (2019 - prezent)[16]
- Sami-Yli Sirnio - chitară și sprijin vocal (2001 - prezent)

Foști membri
- Michael Wulf – chitară (1986 - decedat în 1993)
- Jörg "Tritze" Trzebiatowski - chitară (1986 - 1989)
- Frank "Blackfire" Gosdzik - chitară (1989 - 1996)
- Roberto "Rob" Fioretti - chitară bas (1982 - 1992)
- Andreas Herz - chitară bas (1992 - 1994)
- Joe Cangelosi - baterie (1994 - 1996)
- Tommy Vetterli - chitară (1996 - 2001)
- Christian Giesler - chitară bas (1995 - 2019)[17]

Membri live
- Bogusz Rutkiewicz – chitară bas (1988)
- Marco Minnemann – baterie (2009)

## Istoric
Kreator a fost fondată în anul 1982, sub numele de „Tormentor”. Trupa era formată din Mille Petrozza (chitară și voce), Jurgen Reil (baterie) și Rob Fioretti (chitară bas). Ei au înregistrat câteva demo-uri cu versuri pe tema războiului și satanismului. În 1984, au înregistrat cel mai lung demo intitulat „End of the world”. 
În 1984, și-au schimbat numele în Kreator, și au semnat pentru Noise Records. Primul album numit „Endless Pain” conținea piese noi, dar și cele de pe „End of the world”. Pe „Endless Pain” ei canta un black metal cu sunet thrash. In 1986, odată cu albumul „Pleasure to Kill" aduc un nou chitarist, și anume Jorg Tritze. În 1987, scot cel mai bun album al lor, „Terrible Certainty". Acest album conține primul videoclip pentru piesa Toxic Trace. In 1989 scot albumul „Extreme Aggression", care e ultimul album cu Tritze la chitară.
În 1990, scot albumul „Coma of Souls", cu Frank Gosdzik la chitară. Au videoclipuri pentru foarte multe piese de pe albumul, videoclipurile apărând mai întâi pe VHS-ul Hallucinative Comas. În 1992 scot albumul „Renewal", cu acest album începând experimentarea. Pe acest album ei au o influență industrial metal. Acesta fiind ultimul album cu Jurgen Reil la baterie și Rob Fioretti la chitară bas. În 1992, Rob părăsește trupa, iar Ventor în 1994. În 1995 scot albumul „Cause for Conflict". Ei au acum o influență groove metal. E cel mai thrash album din experimentare. Tot în 1995, Christian Giesler cântă la chitară bas, acesta fiind primul lui album cu Kreator. Dar, la baterie cântă chiar Joe Cangelosi din trupa Whiplash. În 1995 trupa cântă pentru prima oară și în România. În 1997 scot albumul "Outcast", cu influențe gothic rock și cu Tommy Vettreli din trupa Coroner după ce aceasta din urmă s-a destrămat după 10 ani de activitate. Jurgen Reil se reîntoarce, deci el cântă la baterie pe albumul „Outcast". În 1999 scot albumul „Endorama", cel cu influențe gothic metal, dar și cu un cântăreț invitat, Tilo Wolff. El cântă cu Mille melodia Endorama. Tot albumul „Endorama" este considerat un eșec din cauza influențelor de gothic și ambiental, iar trupa având o influență Coldplay, Oasis, etc.
În 2001, Tommy Vettreli părăsește trupa după un accident. A cântat în două albume. În 2001, Sami-Yli Sirnio cântă la chitară și scot albumul „Violent Revolution". În 2003 trupa ajunge din nou în România. În 2005 trupa înregistrează albumul „Enemy of God", melodia de titlu fiind despre atacurile teroriste din 11 septembrie. În 2008 cântă la Rockin Transilvania. În 2009, scot albumul „Hordes of Chaos", având un concert pe 9 februarie la București.

## Legături externe
- en Site web oficial
- en High resolution photos of Kreator